# Agentes da S.H.I.E.L.D.
Marvel's Agents of S.H.I.E.L.D. (ou simplesmente Agents of S.H.I.E.L.D.) (Br: Agentes da S.H.I.E.L.D.; Prt: Os Agentes S.H.I.E.L.D.) é uma série de televisão estadunidense criada por Joss Whedon em colaboração com Jed Whedon e Maurissa Tancharoen, ela é baseada na S.H.I.E.L.D. (Superintendência Humana de Intervenção, Espionagem, Logística e Dissuasão, sigla em português), uma organização fictícia que atua pela manutenção da paz e espionagem em um mundo de super-heróis criada pela Marvel Comics. Ela está situada no Universo Cinematográfico Marvel (MCU), compartilhando a continuidade com os filmes e as demais séries de televisão da franquia. A série é produzida pela ABC Studios, Marvel Television e a Mutant Enemy Production, com Jed Whedon, Tancharoen e Jeffrey Bell servindo como showrunners. A série é transmitida originalmente pela rede ABC.
A série gira em torno do personagem Phil Coulson, com Clark Gregg reprisando seu papel da série de filmes, e sua equipe de agentes da S.H.I.E.L.D., que precisam lidar com vários casos e inimigos incomuns, incluindo outras organizações como a Hidra e os Inumanos. Joss Whedon começou a desenvolver o episódio piloto para uma série da S.H.I.E.L.D. logo após o sucesso de seu filme Marvel's The Avengers e, em outubro de 2012, Gregg foi o primeiro confirmado no elenco para reprisar seu papel. O primeiro episódio, escrito por Joss Whedon, Jed Whedon e Maurissa Tancharoen, e dirigido por, foi filmado no início de 2013 e o primeiro episódio foi ao ar em 24 de setembro de 2013. A primeira temporada da série teve 22 episódios. Em 8 de maio de 2014 a série foi renovada para uma segunda temporada, com 22 episódios e com estreia para o dia 23 de setembro de 2014. A série foi renovada para uma terceira temporada prevista para o dia 29 de setembro de 2015. A quinta temporada estreou em primeiro de dezembro de 2017.

## Premissa
Na primeira temporada o agente da S.H.I.E.L.D. Phil Coulson monta uma pequena equipe de agentes da S.H.I.E.L.D. para lidar com novos casos estranhos. Eles investigam o Projeto Centopeia e seu líder, "O Clarividente", e acabam descobrindo que a organização é, na verdade, apoiada pela Hidra, que se infiltrou na S.H.I.E.L.D.
Na  segunda temporada, após a destruição da S.H.I.E.L.D., o agora diretor Coulson e sua equipe buscam restaurar a confiança do governo e do público ao lidar com a Hidra, uma facção anti super-humanos de agentes da S.H.I.E.L.D. e os recém-revelados Inumanos (que possuem habilidades especiais).
Durante a terceira temporada, Coulson começa uma missão secreta para reunir os Guerreiros Secretos, uma equipe de Inumanos, enquanto a Hydra restaura seu antigo líder Inumano Hive ao poder.
Após a derrota do Hive e com a Hidra destruída, a S.H.I.E.L.D. torna-se uma organização legítima mais uma vez para a quarta temporada, com a assinatura dos Acordos de Sokovia. Coulson volta a ser um agente de campo, com o mundo ainda acreditando que ele está morto, e fica encarregado de rastrear pessoas mais aprimoradas - incluindo Robbie Reyes / Motoqueiro Fantasma - enquanto o agente Leo Fitz e o Dr. Holden Radcliffe completam seu trabalho sobre Life Model Decoys.
Na quinta temporada, Coulson e os membros de sua equipe são misteriosamente sequestrados e levados para uma estação espacial administrada pelos Kree no ano de 2091, onde eles devem tentar salvar o resto da humanidade e descobrir como chegar em casa.
Na sexta temporada parte da equipe está espalhada pela galáxia a procura de Fitz, enquanto o resto fica na terra reconstruindo a S.H.I.E.L.D. Enquanto o grupo trabalha para encontrar equilíbrio depois de perder Coulson, uma nova ameaça surge com indivíduos de outro planeta invadindo a terra liderados por um homem chamado Sarge.
A sétima e última temporada levará os agentes em uma viagem no tempo, chegando em 1931. A equipe terá que descobrir uma maneira de voltar à sua era sem interromper o fluxo temporal no processo.

## Episódios
| Temporada | Temporada | Episódios | Episódios | Originalmente exibido  | Originalmente exibido | Nielsen ratings | Nielsen ratings                       |
| Temporada | Temporada | Episódios | Episódios | Estreia da temporada   | Final da temporada    | Rank            | Média de telespectadores (em milhões) |
| --------- | --------- | --------- | --------- | ---------------------- | --------------------- | --------------- | ------------------------------------- |
|           | 1         | 22        | 22        | 24 de setembro de 2013 | 13 de maio de 2014    | 43              | 8.31                                  |
|           | 2         | 22        | 22        | 23 de setembro de 2014 | 12 de maio de 2015    | 76              | 7.09                                  |
|           | 3         | 22        | 22        | 29 de setembro de 2015 | 17 de maio de 2016    | 85              | 5.52                                  |
|           | 4         | 22        | 22        | 20 de setembro de 2016 | 16 de maio de 2017    | 110             | 4.22                                  |
|           | 5         | 22        | 22        | 1 de dezembro de 2017  | 18 de maio de 2018    | 133             | 3.57                                  |
|           | 6         | 13        | 13        | 10 de maio de 2019     | 2 de agosto de 2019   | 158             | 2.25                                  |
|           | 7         | 13        | 13        | 27 de maio de 2020     | 12 de agosto de 2020  | ASA             | ASA                                   |

## Elenco e Personagens
- Clark Gregg como Phil Coulson e Sarge / Pachakutiq:

Coulson é um agente da S.H.I.E.L.D. e depois se torna o diretor da organização. Em abril de 2013, Gregg concordou em se juntar à série depois de ouvir a explicação do criador Joss Whedon sobre a ressurreição de Coulson, após a morte do personagem em Os Vingadores, que ele chamou de "fascinante" e "fiel ao mundo dos quadrinhos". Gregg abordou a promoção de Coulson ao diretor para conseguir seu emprego dos sonhos, o que ao mesmo tempo obrigou o personagem a adotar uma atitude mais equilibrada, como a de Nick Fury. Depois de ser possuído pelo Spirit of Vengeance no final da quarta temporada, o sangue de Kree que ressuscitou Coulson é queimado e ele finalmente morre após o final da quinta temporada. Gregg interpreta um novo personagem, Sarge, na sexta temporada.
- Ming-Na Wen como Melinda May:

Joss Whedon tinha o personagem, uma pilota da S.H.I.E.L.D. especialista em armas, apelidado de "a cavalaria". Wen recebeu uma história de fundo para a personagem se preparar, mas não foi informado como ela ganhou sua reputação; com o passado de May revelado em "Melinda", Wen a chamou de "devastadora ... Para saber o que ela tinha que fazer, para o bem de muitos ... Eu posso entender por que isso a traumatizaria tanto e faria com que ela recuasse." Wen chamou May de" mãe não convencional ", e disse que é seu relacionamento com Coulson que a faz ficar no S.H.I.E.L.D., apesar de seu passado. 
- Brett Dalton como Grant Ward e Hive:

Ward é um agente da Hydra que se apresenta como um S.H.I.E.L.D. especialista em operações negras. Desde a concepção da série, foi decidido que ele seria um traidor. Jed Whedon explicou que eles queriam ter uma "infiltração baseada na traição" em pequena escala para representar a mesma coisa acontecendo em grande escala e tornar a revelação Hydra mais pessoal para os personagens. Dalton sentiu que Ward era sempre mais leal a seu superior em Hydra John Garrett do que a própria Hydra, e que ele se tornaria mais um curinga após a morte de Garrett, embora ainda fosse um antagonista de S.H.I.E.L.D. Ward é morto por Coulson na terceira temporada, e seu corpo é possuído por um antigo desumano, Hive. Dalton voltou à série em sua quarta temporada para retratar Ward na realidade virtual Framework, onde ele é o namorado de Johnson.
- Chloe Bennet como Daisy "Skye" Johnson / Tremor:

Uma inumana e agente S.H.I.E.L.D. com a capacidade de criar terremotos. O personagem de Skye sempre teve a intenção de se tornar a versão MCU de Johnson, tendo consequências para os relacionamentos do personagem com os outros S.H.I.E.L.D. agentes, especialmente Coulson. Bennet sentiu que o personagem era alguém que usaria seu coração na manga, enquanto tinha algum controle sobre suas emoções. Wen observou que o personagem evolui de "anti-estabelecimento para de repente alguém que quer criar um estabelecimento que ajude" os Inumanos. Na terceira temporada, ela não passa mais por "Skye" e ganha o nome público "Tremor".
- Iain De Caestecker como Leo Fitz:

Um agente da S.H.I.E.L.D. especializado em engenharia, especialmente em tecnologia de armas. De Caestecker descreveu o personagem como "bastante apaixonado pelo que faz", mas não emocionalmente inteligente. Fitz tem um relacionamento próximo com Simmons; De Caestecker diz que "apenas se encaixam de uma maneira muito estranha". O personagem sofre lesões cerebrais no final da primeira temporada. Os escritores pesquisaram traumas cerebrais com médicos e especialistas antes de abordá-los na série. De Caestecker também fez sua própria pesquisa, sentindo que é "algo que nunca deve ser banalizado. É uma coisa real e séria ... só precisamos ser constantemente respeitosos com ela".
- Elizabeth Henstridge como Jemma Simmons:

Uma agente da S.H.I.E.L.D. bioquímica especializada em ciências da vida (humana e alienígena). Henstridge descreveu sua personagem como "inteligente, concentrada e curiosa ... ela tem um relacionamento maravilhoso com Fitz. Eles meio que se reúnem." Quando Fitz e Simmons começam a passar um tempo separados durante a série, Henstridge observou que "traz uma dinâmica totalmente nova apenas para eles como personagens", uma vez que são quase inseparáveis desde o primeiro encontro. No lado mais severo de Simmons visto em temporadas posteriores, Henstridge observou que o personagem "sempre foi muito matemático de uma maneira". Simmons é "profundamente" alterado depois de ficar preso no planeta Maveth por seis meses.
- Nick Blood como Lance Hunter:

Um mercenário antes de concordar em se juntar à S.H.I.E.L.D. Blood descreveu Hunter como alguém que "não se curva à etiqueta da hierarquia da S.H.I.E.L.D." Mais tarde, ele elaborou que o personagem se sente muito independente, por isso provavelmente não gostaria de admitir que não se sente mais como um estranho. Além disso, "ele não tem muito respeito pela autoridade e pelos títulos ... Se Coulson faz algo que respeita, tudo bem. Se não o fizer, vai dizer algo". No relacionamento de Hunter e Bobbi Morse de novo e de novo, Blood disse: "há muita verdade naqueles relacionamentos que você tem onde é meio que 'não podem viver um com o outro, não podem matar um ao outro. outro".
- Adrianne Palicki como Bobbi Morse:

A ex-esposa de Hunter e uma agente da S.H.I.E.L.D. que passaram um tempo disfarçados em Hidra. Palicki foi abordada pelos showrunners especificamente para o papel durante a segunda temporada. Palicki já tinha artes marciais e treinamento com armas, mas teve que aprender a usar os arnis sticks do personagem; ela notou semelhanças entre o estilo de luta de Morse e o da Viúva Negra de Scarlett Johansson nos filmes do MCU. O showrunner Jeffrey Bell disse que o personagem é mais fiel a uma ideia do que qualquer outra coisa, então o que pode parecer a curto prazo como uma traição por ela é geralmente pelo que ela vê como um bem maior.
- Henry Simmons como Alphonso "Mack" MacKenzie:

Um agente da S.H.I.E.L.D. mecânico com uma desconfiança do estrangeiro e do sobre-humano. Simmons disse que o personagem está mais preocupado em contribuir à sua maneira e em fazer seu trabalho fora do campo. Mack não gosta de violência, mas faz "o que ele precisa fazer". Mack revela na terceira temporada que ele confia em sua "fé", o que implica que ele é um cristão. Dee Hogan, da Mary Sue, descreveu isso como "um retrato positivo e positivo de pessoas de fé, pois Mack demonstra a confiança e o amor silenciosos, em vez da agressão e fanatismo que tantas vezes estão associados a ela". Mack se torna o novo diretor de ESCUDO na sexta temporada.
- Luke Mitchell como Lincoln Campbell:

Um inumano com a capacidade de manipular cargas elétricas. O personagem foi apresentado porque a série já apresentava "um cara sem olhos" e "uma mulher que agora está coberta de espinhos", mas, como os X-Men, também existem desumanos que são "apenas pessoas atraentes com poderes", e então Campbell os representa na série. Campbell morre no final da terceira temporada, fazendo dele o "Agente Caído" que a série estava provocando por toda a segunda metade da temporada. A decisão foi tomada porque os produtores não queriam "um programa de contagem de corpos, mas é um mundo real com apostas reais".
- John Hannah como Holden Radcliffe:

Um trans humanista que acredita na melhoria da humanidade através do aprimoramento. Radcliffe trabalhou inicialmente com Hive antes de ingressar na S.H.I.E.L.D., onde começou a transferir sua inteligência artificial AIDA para um Life Model Decoy, um velho S.H.I.E.L.D. da S.H.I.E.L.D..
- Natalia Cordova-Buckley como Elena "Yo-Yo" Rodriguez:

Uma inumuna colombiana que pode se mover em super velocidade por uma batida do coração, antes de retornar ao ponto em que começou. Ela relutantemente se junta à S.H.I.E.L.D. e se torna parte dos Guerreiros Secretos, eventualmente crescendo perto de Mack, que lhe dá o apelido de "Yo-Yo". Ao retratar o personagem pela primeira vez, Cordova-Buckley sorria sempre que Rodriguez estava prestes a usar suas habilidades, para mostrar uma adrenalina e a sensação de ter esse poder. Após respostas positivas dos fãs, a atriz transformou esse traço em uma personalidade mais travessa para o personagem.
- Jeff Ward como Deke Shaw:

Um "catador de malandros" na estação espacial Lighthouse no ano de 2091, que retorna ao presente com a equipe da S.H.I.E.L.D. e descobre que ele é neto de Fitz e Simmons.

## Dublagem brasileira
- Sony (1.ª-2.ª temporadas)

Estúdio: Alcateia
Direção: Marlene Costa
- Disney (1-5ª temporada-) / Netflix ( 2ª temporada apenas) / Globo

Estúdio: Tv Group Digital Studio
Direção: Gutemberg Barros / Marisa Leal
Tradução: Gustavo Samesima
| Personagem                | Dublador(a)            | Dublador(a)                              |
| Personagem                | Sony (1-2ª temporadas) | Sony (1-5ª temporadas) / Netflix / Globo |
| ------------------------- | ---------------------- | ---------------------------------------- |
| Phil Coulson              | Ronaldo Júlio          | Ronaldo Júlio                            |
| Melinda May               | Angélica Borges        | Izabel Lira                              |
| Daisy "Skye" Johnson      | Fernanda Crispim       | Fabiana Aveiro                           |
| Leopold Fitz              | Rodrigo Antas          | Thadeu Matos                             |
| Jemma Simmons             | Sylvia Salustti        | Jullie                                   |
| Grant Ward                | Mckeidy Lisita         | José Leonardo                            |
| Lance Hunter              | Philippe Maia          | Leonardo "Leo" Rabelo                    |
| Barbara "Bobbi" Morse     | Mabel Cezar            | Marisa Leal                              |
| Alphonso "Mack" Mackenzie | Marcos Souza           | Milton Parisi                            |
| Lincoln Campbell          | Felipe Drummond        | Daniel Müller                            |
| Holden Radcliffe          |                        | Hélio Ribeiro                            |
| Deke Shaw                 |                        | Sérgio Cantú                             |
| Enoch                     |                        | José Augusto Sendim                      |
| Sunil Bakshi              | Renato Rosenberg       | Raul Labancca                            |

## Produção

### Desenvolvimento
Após a compra da Marvel pela Disney em 2009, foi anunciada a formação da Divisão de TV da Marvel. Nos meses seguintes, vários pilotos baseados em quadrinhos do catálogo da Marvel começaram a ser desenvolvidos.
Em julho de 2012, a Divisão de TV da Marvel entrou em conversas com a ABC para fazer uma nova série do Universo Marvel Cinematográfico, embora, naquele momento, não se tinha certeza de qual série seria. Ela foi descrita como "'um cerne de uma ideia' com um número de cenários a serem explorados, incluindo uma série policial de alto conceito." Em agosto de 2012, foi anunciado que o diretor de Os Vingadores, Joss Whedon, criador de séries de sucesso como Buffy, a Caça-Vampiros e Firefly, estaria envolvido no desenvolvimento da série. Algumas semanas depois a ABC encomendou um piloto para uma série, chamado S.H.I.E.L.D. a ser escrito e dirigido por Joss Whedon, Jed Whedon e Maurissa Tancharoen. Whedon, Tancharoen e Jeffrey Sino seriam os showrunners da série. O diretor executivo da Disney, Bob Iger, deu sinal verde para a série da S.H.I.E.L.D. depois de assistir a um curta-metragem da Marvel, "Item 47", sobre agentes da S.H.I.E.L.D. que perseguem um casal que estão posse de uma arma Chitauri usado na Batalha de Nova York, em Os Vingadores.
Em abril de 2013, a ABC anunciou que a série seria chamada de Marvel's Agents of S.H.I.E.L.D. e, finalmente, anunciou oficialmente a série para uma temporada completa. Em julho de 2013, Jed Whedon disse que a série irá trabalhar em conjunto com os filmes da Marvel, tanto do passado quanto do futuro, e disse: "Nós planejamos tentar criar juntamente com os filmes e torná-los mais gratificante em ambas as partes." Também em julho, Maurissa Tancharoen revelou em sua página no Twitter que Joss Whedon, Jed Whedon, Jeff Bell, Paul Zbyszewski, Monica Owusu-Breen, Brent Fletcher, Lauren Lefranc, Rafe Judkins e Shalisha Francis seriam os roteiristas da série. Além disso, o compositor Bear McCreary confirmou que iria compor músicas para a série. Em março de 2014, os produtores afirmaram no PaleyFest que eles e os escritores podem ler os roteiros dos próximos filmes do Universo Marvel Cinematográfico e saberem para onde o universo está se dirigindo, o que lhes permitiu formar um plano geral para a série até o final de uma terceira temporada, o que garante que a série possa ser renovada até uma mesma.
Em junho de 2014, Clark Gregg afirmou que ele acreditava que a temporada seria exibida em um bloco de 10 episódios, em seguida, uma pausa para a estreia de Agente Carter, antes de continuar com os 12 episódios restantes.
A produção para a segunda temporada estava prevista para começar no final de julho de 2014. Em julho de 2014, Gregg afirmou que a segunda temporada recomeça "meses depois" a partir do final da primeira temporada, e acrescentou: "A natureza monumental [da reconstrução] é muito clara, quase imediatamente, porque você percebe que todos - governo dos Estados Unidos, Exercito Americano e outras organizações - querem nos prender. A S.H.I.E.L.D. se torna ilegal. Temos muito poucos recursos. Tudo o que você vai fazer envolve lidar com, ainda, descobrir quem é da H.Y.D.R.A. e quem não está entre os nossos amigos. Para reconstruir a S.H.I.E.L.D., nós vamos precisar que alguns velhos amigos provem que ainda são amigos e vamos ter de fazer isso de um modo bem escondido, de uma forma tradicional."

### Escrita
Bell explicou que ele, Jed Whedon e Tancharoen supervisionam todas as decisões criativas da série, consultando frequentemente Loeb. Quando os showrunners estão escrevendo a série, uma pessoa pode escrever um roteiro enquanto as outras duas histórias de quebra, para que uma história possa ser quebrada a cada poucas semanas. Se os produtores executivos assinam uma história, um membro da sala de redatores da série produz um esboço, faz anotações dos roteiristas, escreve um roteiro completo, faz anotações da ABC e da equipe de produção e depois vai para definir para produzir o episódio.
Em janeiro de 2013, Joss Whedon evitou influências diretas de outras séries, como os esforços de Fox Mulder e Dana Scully em The X-Files, e explicou que, embora o programa envolva pessoas com poderes e o espetáculo de histórias de ficção científica, focalizaria "as pessoas periféricas ... as pessoas nas margens das grandes aventuras". Quando a série começou a apresentar indivíduos mais poderosos, Bell observou que o público "parece responder às pessoas poderosas no programa e enquanto ele não vai assumir o controle e se tornar o que é o programa, como textura e sabor das histórias, nós gostamos muito disso."Jed Whedon afirmou que a série continuaria a enfatizar a resposta do público em geral às pessoas poderosas, dizendo: "A dinâmica do mundo mudou. Havia uma pessoa com poderes, e então pelos Vingadores havia talvez seis no total ... agora eles são muito mais predominantes, então há uma reação do público com base nisso".
No balanço entre a criação de novo material e o desenho da mitologia existente, Bell observou que contar histórias que podem entreter tanto os fãs da Marvel quanto os que não são da Marvel é um desafio, e que, para a série, eles tentam adicionar acenos aos filmes do MCU ou aos quadrinhos de uma maneira que funciona bem por si só para todos os espectadores, mas também pode significar mais para um fã. Sobre onde a série pode se basear nos quadrinhos, Jed Whedon explicou que há áreas dos quadrinhos aos quais a série não pode ir, e que, em última análise, eles usam os quadrinhos apenas como inspiração para gerar sua própria história. Tancharoen elaborou que: "Nós sempre seremos inspirados e influenciados pelos quadrinhos, mas, é claro, no programa, sempre daremos o nosso giro." Sobre comparações entre o escopo da série e a dos filmes, Bell disse que a ABC e a Marvel tinham sido muito generosas com o orçamento da série, e que a produção não podia reclamar de uma série em rede, mas que não era nada comparado aos filmes ou mesmo séries como Game of Thrones. Ele explicou que a série tenta criar "momentos da Marvel" da melhor maneira possível, mas ressaltou que alguns dos momentos mais memoráveis dos filmes são menores, momentos dos personagens - algo que funciona muito bem na televisão -, então a série se esforça para aqueles quando não pode permitir mais escopo e escala. Jed Whedon elaborou que eles olham para uma sequência e tentam manter apenas o que é necessário para contar a história, então "Se um monstro estiver pousando em um carro, em vez de mostrar todo o monstro pulando no horizonte, queremos estar no carro com o personagem tendo essa experiência."
Em setembro de 2015, Bell olhou para as duas primeiras temporadas e falou sobre os desafios e as mudanças da série. Ele observou a recepção negativa dos fãs em relação ao baixo número de personagens reconhecíveis como Coulson, mas ressaltou que os fãs pareciam ter gostado dos personagens originais da série, à medida que foram sendo desenvolvidos ao longo do tempo. Ele explicou que, com o crescente número de personagens e relacionamentos complexos da série, ter pares diferentes e construir novos relacionamentos emocionais era importante, e afirmou que "seja um momento de silêncio ou em ação, esperamos [aprofundar] o amor e o público da audiência. preocupação e esperanças para esses personagens." Um ano depois, ele reiterou a intenção do produtor de criar uma tradição, avançando em" encontrar novas combinações e novos conflitos "entre diferentes conjuntos de caracteres, considerando" muitos procedimentos [ver] as mesmas pessoas fazendo a mesma coisa por cinco anos e o personagem não evolui nem muda."
Os produtores e escritores inicialmente formaram um plano geral para o programa até o final de uma terceira temporada, depois de lerem os roteiros para os próximos filmes do MCU. Em maio de 2016, Chloe Bennet comparou o final da terceira temporada ao "final do primeiro livro da S.H.I.E.L.D. ... o final de algo maior e o começo de um novo tom para o show". Ela elaborou que "as histórias que começamos no início da primeira temporada realmente terminaram no final da terceira temporada. Tivemos algumas grandes perdas de pessoas que estão conosco no programa desde a primeira temporada. Da tabela lida para a primeira no dia do set, definitivamente há uma nova energia do programa "avançando". A série foi transferida para o horário posterior das 22h para a quarta temporada. Jed Whedon disse que os roteiristas esperavam "se inclinar um pouco mais por causa dessa" mudança, com Loeb acrescentando que "Isso absolutamente oferece oportunidades. Eu não sei se isso muda as coisas de maneira tão dramática [no entanto]. Quero dizer, no final Hoje em dia, a Marvel sempre faz shows que variam entre PG-13 e PG-16. Não faremos Deadpool tão cedo no [ABC]. " Marvel" teve uma longa conversa com ABC sobre o que podemos nos dar bem, por assim dizer "no novo intervalo de tempo, que levou à inclusão de Ghost Rider na temporada em uma das séries de televisão da Marvel na Netflix, porque a Marvel sentiu" que esse personagem estava certo em dizer [mais sombrio] e mais violentas] histórias agora "e tê-lo no S.H.I.E.L.D.ajudou isso porque "era tão inesperado". Loeb esperava que a combinação do intervalo de tempo posterior e a introdução de Ghost Rider levassem alguns espectadores que pararam de assistir a série nas temporadas anteriores, dando-lhe outra chance. 
Em maio de 2017, antes da renovação da quinta temporada, Jed Whedon disse que os roteiristas não tinham certeza do que aconteceria na temporada e que seria "pelo assento de nossas calças". Enquanto começava a escrever o episódio final da quinta temporada no final de fevereiro de 2018, os roteiristas planejavam que ela pudesse servir como final de temporada e série, com alguns elementos que poderiam ser ajustados com base no fato de a série ser renovada por uma sexta temporada ou não. Whedon acrescentou: "Estamos prontos para se este for o fim. Definitivamente, vamos torná-lo gratificante de qualquer maneira". Apesar disso, a série chega a sete temporadas. Bell disse que, na sétima temporada, sabendo que seria a temporada final, eles "se arriscaram. Há muitas coisas divertidas que nunca tentaríamos no início do programa".

### Escolha do elenco

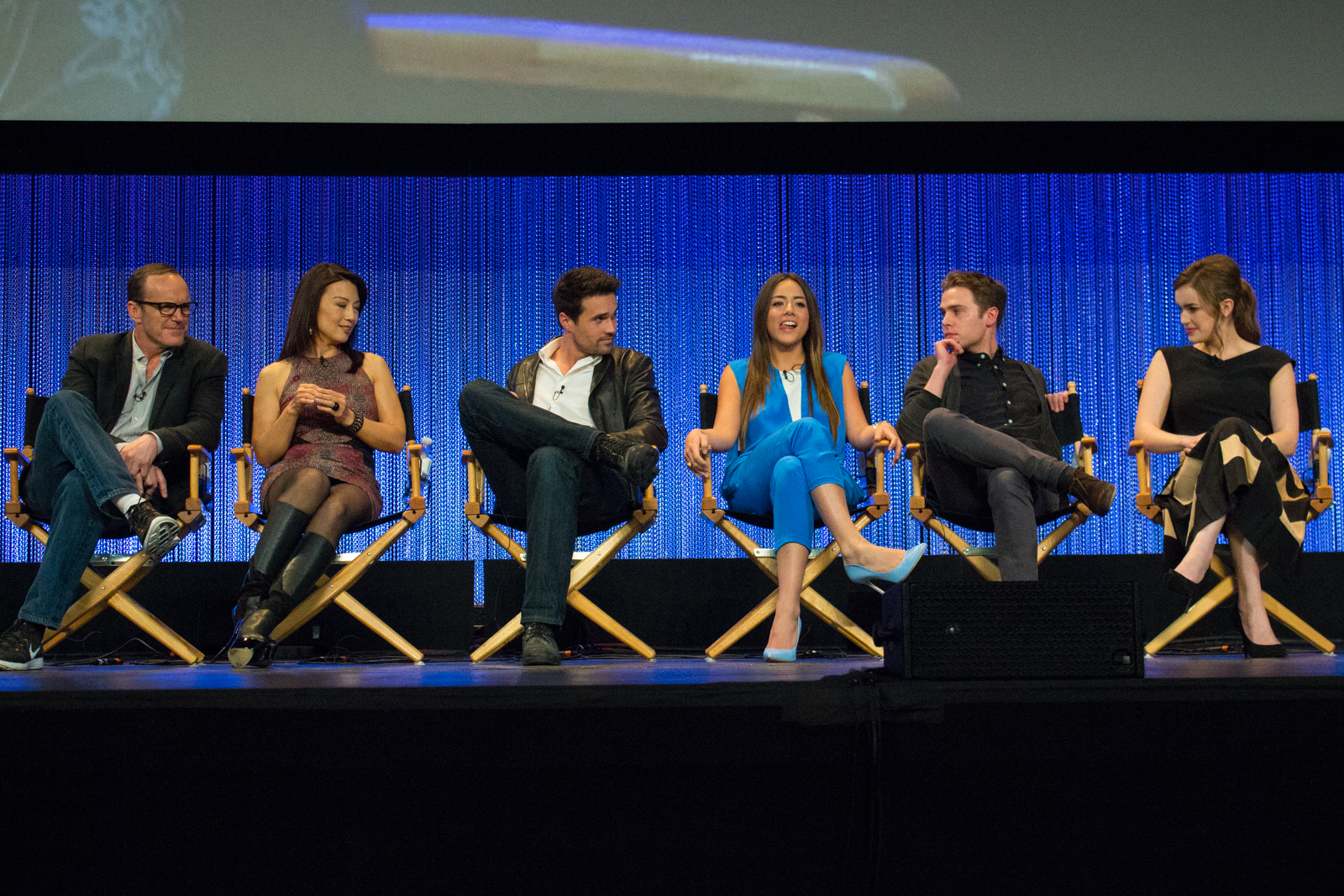
Elenco reunido na Paley Fest 2014.

Em outubro de 2012, Clark Gregg foi o primeiro ator do elenco principal a ser anunciado para a série, reprisando seu papel como Phil Coulson. Após dois meses, Ming-Na Wen foi anunciada como Melinda May, Elizabeth Henstridge e Iain De Caestecker foram anunciados como Jemma Simmons e Leo Fitz, respectivamente, Brett Dalton foi contratado como Grant Ward e Chloe Bennet como Skye, completando o elenco principal para a primeira temporada.
Na Comic-Con de San Diego 2014, Nick Blood foi anunciado como o elenco de Lance Hunter para a segunda temporada, enquanto o personagem de Bobbi Morse estava aparecendo. Em agosto, Henry Simmons se juntou ao elenco como Alphonso "Mack" MacKenzie, um papel recorrente, e Adrianne Palicki foi escalada como Morse em um papel de convidado, para aparecer pela primeira vez no episódio "Um Cordeiro na Casa do Lobo". No mês seguinte, todo o elenco principal da primeira temporada foi confirmado como regular para a segunda temporada, junto com Blood. Palicki se juntou a eles no episódio "Tremores". Em fevereiro de 2015, Luke Mitchell foi escalado como Lincoln Campbell, um papel recorrente na segunda metade da temporada.
Todos os membros principais do elenco da segunda temporada retornaram para a terceira temporada, com Simmons e Mitchell se juntando a eles, promovidos a partir de seus papéis recorrentes. Em outubro de 2015, a Colmeia Inumana foi introduzida; para a segunda parte da terceira temporada, ele possui o cadáver de Grant Ward, novamente interpretado por Brett Dalton. Também foram apresentadas Natalia Cordova-Buckley e John Hannah, recorrendo como Elena "Yo-Yo" Rodriguez e Holden Radcliffe, respectivamente. Jeff Ward foi introduzido na quinta temporada, como Deke Shaw.

### Conexões com o Universo Cinematográfico Marvel
O primeiro episódio da série que teve conexão com o Universo Cinematográfico Marvel foi o episódio "The Well", que acontece após os eventos de Thor: The Dark World. Uma segunda conexão foi feita em torno dos acontecimentos de Captain America: The Winter Soldier, no episódios "End of the Beginning" e "Turn, Turn, Turn", que, eventualmente, leva a uma adaptação da série para os últimos episódios da 1ª temporada. Começando com "T.A.H.I.T.I.", todos os episódios que antecederam o crossover com Soldado Invernal eram parte de um bloco de episódios apelidado de "Uprising". Para a segunda temporada, Tancharoen declarou que a equipe de produção não descartou criar episódios de crossover com Agente Carter ou Guardiões da Galáxia, Whedon acrescentou ainda que tais episódios não seria igual ao que ocorreu com o crossover de The Winter Soldier, e disse: "Em termos de mudanças, [esses episódios] são imbatíveis." A série também faz retcon a história do Hidra no UCM, amarrando-a no enredo Inumanos.
Na terceira temporada da série houve diversas citações aos eventos que ocorreram em Vingadores: A Era de Ultron e, próximo ao episódio de encerramento da temporada, o "Acordo de Sokovia" apresentado em Capitão América: Guerra Civil também foi referenciado.

## Lançamento

### Transmissão
A série foi licenciada em 155 países e territórios. Originalmente estreou em 24 de setembro de 2013. Em junho de 2013 a CTV anunciou que havia obtido os direitos de transmissão para o Canadá, e a série foi lançada ao mesmo tempo que a transmissão americana. Em 22 de agosto de 2013, foi confirmado que o Channel 4 iria transmitir a série no Reino Unido, que começou a transmissão em 27 de setembro de 2013. Na Austrália, a série estreou no Canal 7 em 2 de outubro de 2013, com a transmissão dos dois primeiros episódios. No Brasil os direitos de transmissão da série são do Canal Sony, onde a primeira temporada começou a ser transmitida em 26 de setembro de 2013. Atualmente, a Rede Globo acabou de exibir a 2ª Temporada da série, que foi ao ar logo após o Programa do Jô.
A audiência da série Agents of S.H.I.E.L.D. na Globo conquistava números altos no Ibope, que provavelmente a Globo exibirá a 3ª Temporada ano que vem. No entanto, a terceira temporada foi exibida três anos depois entre os dias 7 e 21 de janeiro de 2020 sendo substituída pela série 24 Horas: O Legado. Foi exibida também na faixa do meio-dia, em 2019, na Globo, pelas parabólicas, no espaço reservado ao jornalismo local. 

### Lançamento em DVD/Blu-ray
A primeira temporada completa foi lançada em 9 de setembro de 2014 em Blu-ray e DVD sem legendas em português, no Reino Unido foi lançada em 20 de outubro de 2014 em Blu-ray com embalagem digipack com legendas em português, já no Brasil foi lançada em março de 2015 apenas em DVD. A segunda temporada completa foi lançada em 18 de setembro de 2015 em Blu-ray e DVD, também sem legendas em português, novamente no Reino Unido irá ser lançada em 19 de outubro de 2015 em embalagens digipacks, ainda sem confirmação das legendas, ainda sem previsão em DVD no Brasil.

## Recepção

### Audiência
| Temporada | Horário (ET) | Episódios | Primeira exibição      | Primeira exibição   | Última exibição      | Última exibição     | Rank | Méd. audiência (milhões) | Adultos de 18–49 anos (média) |     |
| Temporada | Horário (ET) | Episódios | Data                   | Audiência (milhões) | Data                 | Audiência (milhões) | Rank | Méd. audiência (milhões) | Adultos de 18–49 anos (média) |     |
| --------- | ------------ | --------- | ---------------------- | ------------------- | -------------------- | ------------------- | ---- | ------------------------ | ----------------------------- | --- |
| 1         | Terça 20:00  | 22        | 24 de setembro de 2013 | 12.12               | 13 de maio de 2014   | 5.45                | 43   | 8.31                     | 20                            | 3.0 |
| 2         | Terça 21:00  | 22        | 23 de setembro de 2014 | 5.98                | 12 de maio de 2015   | 3.88                | 76   | 7.09                     | 32                            | 2.7 |
| 3         | Terça 21:00  | 22        | 29 de setembro de 2015 | 4.90                | 17 de maio de 2016   | 3.03                | 85   | 5.52                     | 47                            | 2.0 |
| 4         | Terça 22:00  | 22        | 20 de setembro de 2016 | 3.44                | 16 de maio de 2017   | 2.08                | 110  | 4.22                     | 70                            | 1.5 |
| 5         | Sexta 21:00  | 22        | 1 de dezembro de 2017  | 2.54                | 18 de maio de 2018   | 1.88                | 133  | 3.57                     | 97                            | 1.1 |
| 6         | Sexta 20:00  | 13        | 10 de maio de 2019     | 2.31                | 2 de agosto de 2019  | 1.88                | 158  | 2.25                     | 165                           | 0.4 |
| 7         | Quarta 22:00 | 13        | 27 de maio de 2020     | 1.82                | 12 de agosto de 2020 | 1.46                | TBA  | TBA                      | TBA                           | TBA |

Nos Estados Unidos, o episódio de estreia de Agents of S.H.I.E.L.D. ganhou uma classificação de 4,7/14 no senso de 18 a 49 anos, com 12,12 milhões de telespectadores, tornando-a a maior estreia de drama de rede em quatro anos. Embora a série tenha estreitado com fortes classificações contra sua concorrência, a NCIS, suas classificações caíram consideravelmente nos dois meses seguintes, apesar de continuar sendo a principal mostra de terça-feira entre os homens de 18 a 49 anos, e no geral foi a terceira maior entre os jovens adultos de luxo por trás da Modern Family e The Big Bang Theory. Também desfrutava de gravações em DVR que, de acordo com o TV Guide, eram "ultrapassadas". 
Em março de 2016, Alisha Grauso, da Forbes, discutiu a série e suas classificações, descrevendo o programa como "nunca foram as classificações da ABC que a rede esperava que fosse ... Já é difícil escrever um roteiro de filme que se encaixe dentro da continuidade do universo cinematográfico da Marvel, ainda mais difícil, com uma temporada de TV que deve atuar como tecido conjuntivo para o mundo em geral, embora seja algo próprio". Grauso opinou que as classificações da série podem melhorar se ela se concentrar em tentar ser a melhor série possível (com menos conexões com os filmes, como as séries Marvel-Netflix) ou apenas em ser "apoio e ligação com a mundo dos Vingadores ". Grauso concluiu: "O resultado final para qualquer cenário é que, esperamos, as classificações subam e permaneçam. No primeiro caso, os fãs podem se perder pela desconexão do MCU, mas uma história mais forte e uma escrita mais consistente os trariam. novos fãs de volta. No segundo cenário, os fãs sintonizavam todas as semanas por medo de perder um pouco da história que é importante para o mundo maior."

### Resposta da crítica
| Temporada | Temporada | Resposta da crítica | Resposta da crítica |
| Temporada | Temporada | Rotten Tomatoes     | Metacritic          |
| --------- | --------- | ------------------- | ------------------- |
|           | 1         | 88% (72 reviews)    | 74 (33 reviews)     |
|           | 2         | 91% (33 reviews)    | TBA                 |
|           | 3         | 100% (22 reviews)   | TBA                 |
|           | 4         | 96% (25 reviews)    | TBA                 |
|           | 5         | 100% (23 reviews)   | TBA                 |
|           | 6         | 93% (15 reviews)    | TBA                 |
|           | 7         | 100% (6 reviews)    | TBA                 |

Na primeira temporada, o site agregador de críticas Rotten Tomatoes deu para a série um índice de 88% de aprovação dos críticos e com uma classificação média de 7,83/10 baseado em 66 comentários. O site disse: "Agentes da S.H.I.E.L.D certamente agradarão os fãs de quadrinhos, mas o conjunto forte e o ritmo acelerado ajudam a tornar esse show de super-heróis melhor que a média acessível também aos não-fãs". O Metacritic, que usa uma média ponderada, atribuiu uma pontuação de 74/100 com base em comentários de 33 críticos, o que indica "geralmente favorável".
O Rotten Tomatoes deu à segunda temporada da série um índice de 91% de aprovação dos críticos, com uma classificação média de 7,66/10, baseado em 32 comentários. O site disse: "Agentes da S.H.I.E.L.D relaxam em si mesmos durante sua segunda temporada, mitigando as dores de crescimento do programa, concentrando-se nos personagens e ampliando as emoções narrativas". A terceira temporada da série possui um índice de 100% de aprovação dos críticos no Rotten Tomatoes, e com uma classificação média de 8,9/10 baseado em 22 comentários. O site disse: "Ainda evoluindo em sua terceira temporada, Agentes da S.H.I.E.L.D atinge ainda mais seu ritmo com uma mistura de emoções, humor e coração".
A quarta temporada da série possui um índice de 96% de aprovação dos críticos no Rotten Tomatoes, e com uma classificação média de 7,75/10 baseado em 25 comentários. O site disse: "Agentes da S.H.I.E.L.D exploram um território mais sombrio em sua quarta temporada com a emocionante introdução do Motorista Fantasma, criando um novo capítulo repleto de ação das mitologias mais ousadas da Marvel". A quarta temporada da série possui um índice de 100% de aprovação dos críticos no Rotten Tomatoes, e com uma classificação média de 7,89/10 baseado em 2 comentários. O site disse: "Agentes da S.H.I.E.L.D balançam as cercas com histórias em grande escala e reviravoltas selvagens que elevam a quinta temporada do MCU saturado e em seu próprio espaço".
A sexta temporada da série possui um índice de 93% de aprovação dos críticos no Rotten Tomatoes, e com uma classificação média de 7,7/10 baseado em 15 comentários. O site disse: "Seis temporadas e Agentes da S.H.I.E.L.D continuam aprofundando sua exploração do espaço e as relações entre seus heróis". A sétima temporada da série possui um índice de 100% de aprovação dos críticos no Rotten Tomatoes, e com uma classificação média de 7,67/10 baseado em 6 comentários.

### Prêmios e indicações
The Atlantic nomeou "4.722 Horas" como um dos melhores episódios de televisão de 2015.
| Ano  | Prêmio                                      | Categoria                                                   | Nomeado(s)                                                           | Resultado | Ref.    |
| ---- | ------------------------------------------- | ----------------------------------------------------------- | -------------------------------------------------------------------- | --------- | ------- |
| 2013 | Critics' Choice Television Awards           | Most Exciting New Series                                    | Agents of S.H.I.E.L.D.                                               | Venceu    | [ 85 ]  |
| 2013 | Television Critics Association              | Most Promising New Fall Series                              | Agents of S.H.I.E.L.D.                                               | Venceu    | [ 86 ]  |
| 2014 | People's Choice Awards                      | Favorite Actress in a New TV Series                         | Ming-Na Wen                                                          | Indicado  | [ 87 ]  |
| 2014 | People's Choice Awards                      | Favorite New TV Drama                                       | Agents of S.H.I.E.L.D.                                               | Indicado  | [ 87 ]  |
| 2014 | Visual Effects Society Awards               | Outstanding Visual Effects in a Broadcast Program           | "Pilot"                                                              | Indicado  | [ 88 ]  |
| 2014 | Golden Reel Awards                          | Best Sound Editing – Short Form: Music                      | "Pilot"                                                              | Indicado  | [ 89 ]  |
| 2014 | Satellite Awards                            | Best Television Series or Miniseries                        | Agents of S.H.I.E.L.D.                                               | Indicado  | [ 90 ]  |
| 2014 | Saturn Awards                               | Best Network Television Series Release                      | Agents of S.H.I.E.L.D.                                               | Indicado  | [ 91 ]  |
| 2014 | Online Film & Television Association Awards | Best Sound in a Series                                      | Agents of S.H.I.E.L.D.                                               | Indicado  | [ 92 ]  |
| 2014 | Online Film & Television Association Awards | Best Visual Effects in a Series                             | Agents of S.H.I.E.L.D.                                               | Indicado  | [ 92 ]  |
| 2014 | Teen Choice Awards                          | Male Breakout Star                                          | Brett Dalton                                                         | Venceu    | [ 93 ]  |
| 2014 | Prêmios Emmy do Primetime                   | Primetime Emmy Award for Outstanding Special Visual Effects | "T.A.I.T.I."                                                         | Indicado  | [ 94 ]  |
| 2015 | People's Choice Awards                      | Favorite Network Sci-Fi/Fantasy TV Show                     | Agents of S.H.I.E.L.D.                                               | Indicado  | [ 95 ]  |
| 2015 | Visual Effects Society Awards               | Outstanding Visual Effects in a Broadcast Program           | Agents of S.H.I.E.L.D.                                               | Indicado  | [ 96 ]  |
| 2015 | TVLine's Performance da Semana              | Performance em "Melinda"                                    | Ming-Na Wen                                                          | Venceu    | [ 97 ]  |
| 2015 | Kids Choice Awards                          | Favorite Family TV Show                                     | Agents of S.H.I.E.L.D.                                               | Indicado  | [ 98 ]  |
| 2015 | Kids Choice Awards                          | Favorite TV Actress                                         | Chloe Bennet                                                         | Indicado  | [ 98 ]  |
| 2015 | Saturn Awards                               | Best Superhero Adaptation Television Series                 | Agents of S.H.I.E.L.D.                                               | Indicado  | [ 99 ]  |
| 2015 | PRISM Awards                                | Television Drama Multi-Episode Storyline – Mental Health    | História do Fitz dos episódios "Sombras" até "Coisas que Sepultamos" | Indicado  | [ 100 ] |
| 2015 | Teen Choice Awards                          | Choice Fantasy/Sci-Fi Series                                | Agents of S.H.I.E.L.D.                                               | Indicado  | [ 101 ] |
| 2015 | Prêmios Emmy do Primetime                   | Primetime Emmy Award for Outstanding Special Visual Effects | "Meia Dúzia de Sujos"                                                | Indicado  | [ 102 ] |
| 2015 | Online Film & Television Association Awards | Best Visual Effects in a Series                             | Agents of S.H.I.E.L.D.                                               | Indicado  | [ 103 ] |
| 2015 | TVLine's Performance da Semana              | Performance em "Leis da Natureza"                           | Iain De Caestecker                                                   | Venceu    | [ 104 ] |
| 2015 | TVLine's Performance da Semana              | Performance em "4.722 Horas"                                | Elizabeth Henstridge                                                 | Venceu    | [ 105 ] |
| 2016 | Kids Choice Awards                          | Favorite Family TV Show                                     | Agents of S.H.I.E.L.D.                                               | Indicado  | [ 106 ] |
| 2016 | Kids Choice Awards                          | Favorite TV Actress – Family Show                           | Chloe Bennet                                                         | Indicado  | [ 106 ] |
| 2016 | Kids Choice Awards                          | Favorite TV Actress – Family Show                           | Ming-Na Wen                                                          | Indicado  | [ 106 ] |
| 2016 | Irish Film & Television Awards              | Best Actress in a Supporting Role in Drama Television       | Ruth Negga                                                           | Indicado  | [ 107 ] |
| 2016 | TVLine's Performance da Semana              | Performance em "A Despedida"                                | Adrianne Palicki                                                     | Indicado  | [ 108 ] |
| 2016 | Saturn Awards                               | Best Superhero Adaptation Series                            | Agents of S.H.I.E.L.D.                                               | Indicado  | [ 109 ] |
| 2016 | Teen Choice Awards                          | Choice TV Villain                                           | Brett Dalton                                                         | Indicado  | [ 110 ] |
| 2016 | California on Location Awards               | Location Manager of the Year – One Hour Television          | Justin Hill                                                          | Venceu    | [ 111 ] |
| 2017 | TVLine's Performance da Semana              | Performance em "Promessas Quebradas"                        | Henry Simmons e Natalia Cordova-Buckley                              | Indicado  | [ 112 ] |
| 2017 | TVLine's Performance da Semana              | Performance em "Sopa de Batata Quente"                      | Patton Oswalt                                                        | Indicado  | [ 113 ] |
| 2017 | Golden Reel Awards                          | TV – Short Form                                             | "Deals with Our Devils"                                              | Indicado  | [ 114 ] |
| 2017 | TVLine's Performance da Semana              | Performance em "Autocontrole"                               | Elizabeth Henstridge e Iain De Caestecker                            | Indicado  | [ 115 ] |
| 2017 | Kids Choice Awards                          | Favorite Family TV Show                                     | Agents of S.H.I.E.L.D.                                               | Indicado  | [ 116 ] |
| 2017 | TVLine's Performance da Semana              | Performance em "O Retorno"                                  | Mallory Jansen                                                       | Indicado  | [ 117 ] |
| 2017 | Saturn Awards                               | Best Superhero Adaptation Television Series                 | Agents of S.H.I.E.L.D.                                               | Indicado  | [ 118 ] |
| 2017 | Teen Choice Awards                          | Choice Action TV Show                                       | Agents of S.H.I.E.L.D.                                               | Indicado  | [ 119 ] |
| 2017 | Teen Choice Awards                          | Choice Action TV Actor                                      | Gabriel Luna                                                         | Indicado  | [ 119 ] |
| 2017 | Dragon Awards                               | Best Science Fiction or Fantasy TV Series                   | Agents of S.H.I.E.L.D.                                               | Indicado  | [ 120 ] |
| 2018 | TVLine's Performer of the Week              | Performance em "O Último Dia"                               | Ming-Na Wen                                                          | Indicado  | [ 121 ] |
| 2018 | Visual Effects Society Awards               | Outstanding Visual Effects in a Photoreal Episode           | Time de Efeitos Visuais por "Orientação, Parte 1"                    | Indicado  | [ 122 ] |
| 2018 | Saturn Awards                               | Best Superhero Television Series                            | Agents of S.H.I.E.L.D.                                               | Indicado  | [ 123 ] |
| 2018 | Teen Choice Awards                          | Choice Action TV Show                                       | Agents of S.H.I.E.L.D.                                               | Indicado  | [ 124 ] |
| 2018 | Teen Choice Awards                          | Choice Action TV Actress                                    | Chloe Bennet                                                         | Indicado  | [ 124 ] |
| 2019 | California on Location Awards               | Assistant Location Manager of the Year – Television         | Miles Beal-Ampah                                                     | Venceu    | [ 125 ] |
| 2019 | Teen Choice Awards                          | Choice Summer TV Actress                                    | Chloe Bennet                                                         | Indicado  | [ 126 ] |

## Spin-offs

### Marvel's Most Wanted
Em abril de 2015, a Marvel estava desenvolvendo uma série spin-off de Agentes da S.H.I.E.L.D. Desenvolvido por Bell e escritor Paul Zbyszewski, seria estrelado por Palicki e Blood. A ABC transmitiu o projeto até 7 de maio de 2015, quando eles anunciaram suas renovações e cancelamentos de séries e captadores de novas séries. Em agosto de 2015, a série spin-off recebeu nova vida como uma série reformulada, intitulada Marvel's Most Wanted, com uma ordem para um episódio piloto. Hunter e Morse saíram de Agentes da S.H.I.E.L.D. no episódio "A Despedida", como Palicki e Blood "fisicamente tiveram que sair para gravar o piloto da nova série". Em maio de 2016, a série spin-off foi cancelada pela. 

### Agents of S.H.I.E.L.D.: Slingshot

Logo oficial da série.

Uma série digital de seis partes, Agents of S.H.I.E.L.D.: Slingshot, foi anuncida em 6 de dezembro de 2016, para estrear no ABC.com em 13 de dezembro de 2016. A história segue Elena "Yo-Yo" Rodriguez em uma missão secreta, pouco antes o início da quarta temporada, com Cordova-Buckley reprisando seu papel. Gregg, Jason O'Mara, Simmons, Bennet, Wen, De Caestecker e Henstridge, todos repetem seus papéis na série como Coulson, Jeffrey Mace, Mack, Johnson, May, Fitz e Simmons, respectivamente.

### Ghost Rider
Em maio de 2019, Hulu encomendou a série Marvel's Ghost Rider, com Ingrid Escajeda definida como showrunner e produtora executiva ao lado de Zbyszewski e Loeb. Gabriel Luna foi escolhido para reprisar seu papel de Robbie Reyes / Ghost Rider da quarta temporada de Agents of S.H.I.E.L.D. na nova série. Em vez de ser um spin-off tradicional de S.H.I.E.L.D., Hulu descreveu a série como uma nova história que "vive por si mesma", mas tem o mesmo personagem. Em julho de 2019, Loeb confirmou que a nova série faria referência ao papel de Reyes em Agentes da S.H.I.E.L.D.. Em setembro de 2019, foi anunciado que a série não avançaria devido a diferenças criativas.